# Mein Führer - La veramente vera verità su Adolf Hitler
(Adolf Hitler)
Mein Führer - La veramente vera verità su Adolf Hitler (Mein Führer – Die wirklich wahrste Wahrheit über Adolf Hitler) è un film tedesco del 2007, diretto dal regista svizzero Dani Levy. Uscito nelle sale tedesche l'11 gennaio 2007, il film ha creato strascichi polemici ancor prima della sua uscita nei cinema italiani, poiché accusato di proiettare un'immagine talmente distorta e ridicola di Adolf Hitler da suscitare compassione.

## Trama
Nel dicembre 1944, le sorti della seconda guerra mondiale sono già state decise e Adolf Hitler non è più l'uomo di un tempo che, con i suoi discorsi, era riuscito ad infiammare le folle della Germania. Adesso è un uomo stanco, caduto in depressione, diventato quasi l'ombra di se stesso.
Il ministro della propaganda Goebbels ha un'idea che ritiene possa risollevare il morale del popolo del Reich: pensa che un grandioso discorso di Hitler in occasione del capodanno possa riaccendere gli animi.
Per far sì che Hitler torni l'uomo di un tempo, i collaboratori del Führer hanno un'idea: far richiamare il suo vecchio maestro di recitazione Adolf Grünbaum, attualmente rinchiuso in un lager con tutta la sua famiglia. Una volta scarcerato, Grünbaum non si lascia sfuggire l'occasione: vuole stare molto tempo accanto a Hitler per poi eliminarlo fisicamente. Ma la debolezza e la pateticità di quest'ultimo inducono Grünbaum a lasciar perdere questo piano, e far sì che si evidenzi, invece che i punti forti del carattere di Hitler, il suo lato debole. Decisione che però sarà fatale.

## Cast
Nel film compaiono due attori che hanno recitato due volte i rispettivi ruoli: Sylvester Groth (che ha reinterpretato Goebbels anche in Bastardi senza gloria) e Ulrich Noethen (che aveva già interpretato Himmler nel film La caduta - Gli ultimi giorni di Hitler). Nel doppiaggio italiano, Rodolfo Bianchi ha a sua volta doppiato due volte il personaggio di Adolf Hitler: la prima volta era stata su Bruno Ganz, sempre ne La caduta - Gli ultimi giorni di Hitler. Riprenderà il personaggio di Hitler anche in Operazione Valchiria nel 2008.